# Soulèvement de Jaca
 (décembre 2022).
Si vous disposez d'ouvrages ou d'articles de référence ou si vous connaissez des sites web de qualité traitant du thème abordé ici, merci de compléter l'article en donnant les références utiles à sa vérifiabilité et en les liant à la section « Notes et références ».
Pour les articles homonymes, voir Jaca (homonymie).

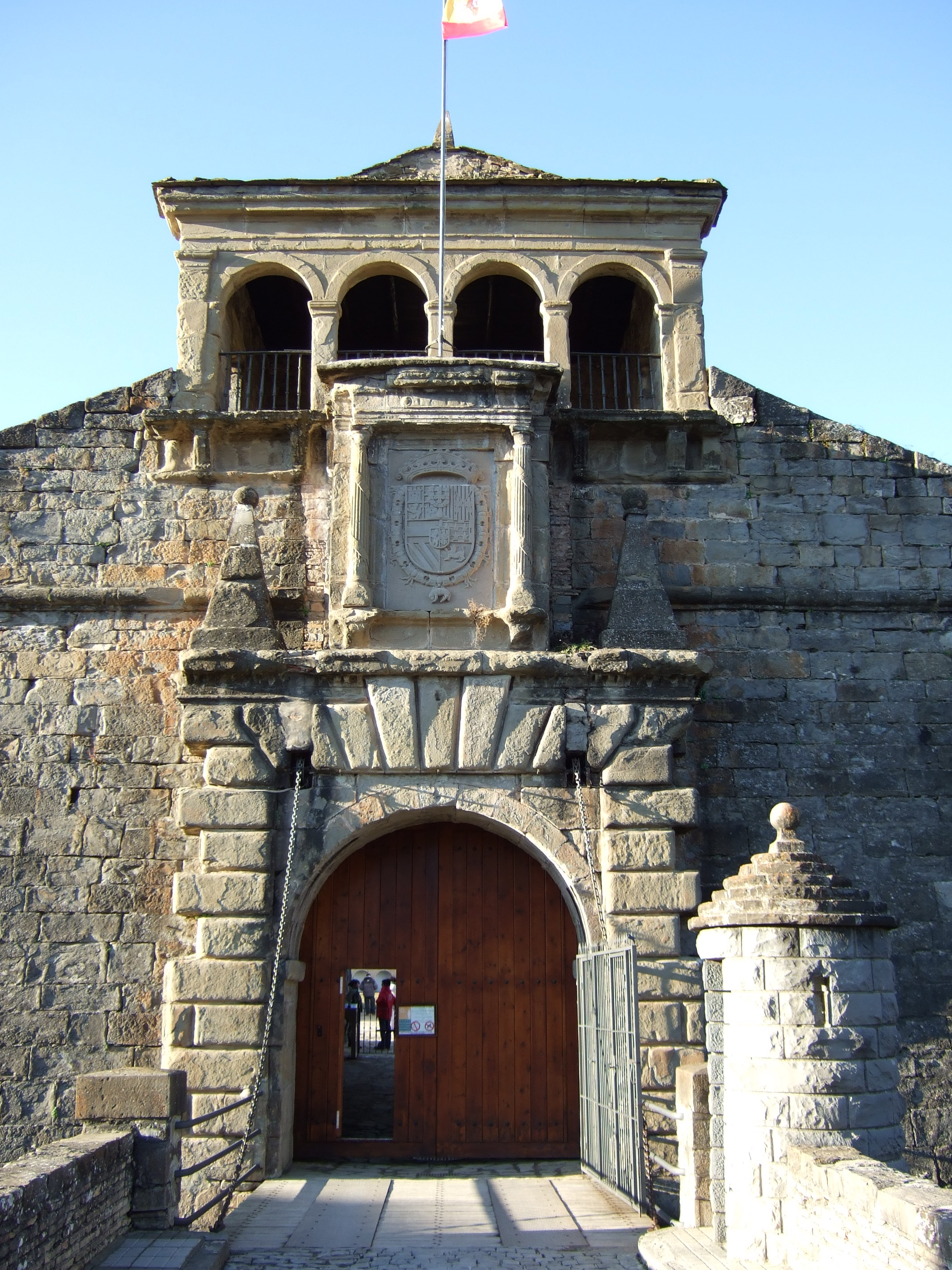
Accès au château de San Pedro à Jaca.

Le soulèvement de Jaca est une tentative de renverser le gouvernement espagnol de la dictature du général Berenguer menée le 12 décembre 1930 par un groupe de militaires républicains. Le soulèvement est déjoué et ses principaux instigateurs, les capitaines Fermín Galán et Ángel García Hernández, sont fusillés. Malgré son échec, il contribue toutefois à affermir dans la population l'idée d'une République, qui sera proclamée seulement quatre mois plus tard à l'issue d'élections municipales qui s'avèrent un désaveu pour la monarchie.
Le soulèvement est organisé par la confluence de différentes organisations, syndicats et partis politiques, rassemblés dans le « Comité républicain national » (Comité Republicano Nacional), qui constituera le premier gouvernement provisoire de la République quelques mois plus tard. Il débute par la proclamation de la République depuis le balcon de la mairie de Jaca, en Aragon, avec la nomination du premier conseil municipal républicain afin de mettre en emphase son caractère civil. Peu après sont formées deux colonnes, menées par les capitaines Galán et Sediles, qui se dirigent vers Huesca. Leur avancée est cependant vite stoppée par des troupes aux ordres du gouvernement et elles sont mises en déroute, mettant un terme au soulèvement.
Le 14 décembre, un conseil de guerre ordonne l'exécution de Galán et García Hernández. En mars sont également jugés et condamnés un nombre significatif de militaires ayant joué un rôle dans le soulèvement. Sediles, également condamné à mort, est gracié face aux manifestations de soutien populaires. Lorsque, peu après, le monarque Alphonse XIII prend l'exil, ils sont reconnus comme des martyrs de la République.

## Contexte
Face au manque de soutien populaire et aux difficultés de tous ordres rencontrées par la dictature qu'il dirige depuis 1923, le général Primo de Rivera présente sa démission au roi le 29 janvier 1930. Ce dernier désigne alors le chef de sa maison militaire, le général Berenguer, pour lui succéder. Il forme un nouveau gouvernement dans lequel il assume également le portefeuille de la guerre.
L'Espagne connaît une forte agitation sociale. Dans le but de calmer les esprits, Berenguer annonce que le nouveau régime souhaite la pacification du pays et le retour à la normalité constitutionnelle. Il concède une amnistie à tous les condamnés pour délits de rébellion, sédition commune ou militaire, ainsi que d'autres délits de caractère politique. Informé du projet d'un soulèvement militaire, il fait appel au général Goded, l'un des conspirateurs les plus actifs contre la dictature précédente et qu'il soupçonne d'être également impliqué dans les nouveaux préparatifs, afin de persuader les militaires les plus exaltés de ses bonnes intentions. Il permet également la réintégration aux forces armées des militaires du corps d'artillerie auparavant écartés par le gouvernement dictatorial, mais refuse d'amnistier les généraux Cabanellas et Queipo de Llano notamment, ce qui ne contribue pas à l'apaisement. Berenguer ne tient toutefois pas ses engagements et radicalise sa posture, tant vis-à-vis des civils que des militaires républicains.
Le 17 août, Niceto Alcalá-Zamora et Miguel Maura se réunissent à Saint-Sébastien avec les représentants de divers groupes constitutionnalistes et républicains et conviennent ensemble d'une série de mesures visant à l'instauration d'une république parlementaire, connue sous le nom d'accord de Saint-Sébastien. C'est au cours de cette réunion qu'est constitué le Comité révolutionnaire national, censé appuyer les militaires séditieux au moment où ceux-ci lanceront le soulèvement destiné à mettre à bas la monarchie.

## Préparation et ajournements
Le soulèvement est tout d'abord prévu pour le mois de décembre 1930. Après plusieurs ajournements, le Comité révolutionnaire décide de la date du 15 décembre. La direction des opérations à Jaca est confiée à Fermín Galán, capitaine du 19e régiment d'infanterie, qui bénéficie également de la collaboration des capitaines García Hernández, à la tête de la compagnie de mitrailleuses du même régiment, Salvador Sediles et Miguel Gallo du 8ebataillon de chasseurs de montagne La Palma, Luis Salinas, de l'arme d'infanterie, ainsi que de divers autres officiers et d'un certain nombre de civils.
Au cours de l'automne, avec les officiers et les civils qui lui ont assuré leur soutien, Galán essaie d'organiser minutieusement le déroulement du soulèvement. En raison du manque de discrétion de certains participants, le général Mola, alors directeur général de sécurité, qui a fait la connaissance de Galán lors de la Guerre du Rif, parvient à savoir que ce dernier trame quelque chose et lui envoie une lettre le 27 novembre. Dans celle-ci, écrite sur un ton amical et prévenant, il l'informe qu'il est au courant qu'il prépare un soulèvement révolutionnaire, qu'il s'expose à de graves sanctions hiérarchiques dans le cas où le gouvernement ou lui-même décideraient de le punir, lui demandant de bien tout considérer avant de s'engager dans une action susceptible de nuire à la nation et à la patrie, et l'invitant même à lui rendre visite à Madrid s'il s'y rend un jour.
Les ajournements successifs de la date prévue pour le soulèvement entraînent la détérioration des relations entre Galán, qui sait par la lettre de Mola que le gouvernement est au courant des préparatifs, et le Comité révolutionnaire. Galán, perdant patience et craignant de plus que la froideur hivernale ne paralyse les ports du pays et rende impossible les mouvements de troupes prévus, décide de lancer le soulèvement le 12 décembre. Devant l'impossibilité de le convaincre de différer encore le déclenchement des opérations, le Comité décide d'envoyer Casares Quiroga et deux autres de ses délégués de Madrid à Jaca, qui arrivent tôt dans la matinée du 12 et, selon leur propre témoignage ultérieur, dorment à l'hôtel sans avoir pu s'entretenir avec Galán.

## Le soulèvement

Drapeau tricolore de la Seconde République espagnole.

Les événements se précipitent et, à l'aube, la garnison de Jaca se lève contre le gouvernement, prend la ville après avoir capturé les officiers opposés à l'opération et le nouveau maire Pío Díaz Pradas de la ville proclame la république depuis la mairie. Galán publie un édit qu'il fait afficher dans les rues de la ville et menaçant d'exécution sommaire quiconque s'opposerait à la République. Certains opposants sont enfermés dans la mairie, sur le balcon de laquelle flotte pour la première fois le drapeau républicain tricolore, confectionné par un tailleur local pour l'occasion.

### En direction de Huesca
Les insurgés et le groupe de civils qui les avait rejoints se préparent à marcher sur Ayerbe avant de poursuivre jusqu'à Huesca. Une colonne, dirigée par Galán, prend la route tandis que la seconde, commandée par Sediles, utilise les chemins de fer.
Cependant, leur manque d'organisation, d'approvisionnement et de prévoyance (ils tardent plus de huit heures avant de réquisitionner les camions nécessaires à l'opération des troupes de Galán), le mauvais état des véhicules et, de ce fait, les arrêts incessants des convois entraînent rapidement une baisse de la motivation des troupes, assaillies par la faim et le froid.

### Réaction du gouvernement
Le gouvernement du général Berenguer, informé de ce qui se déroule à Jaca par un avertissement reçu d'une employée des services des télégraphes, décide d'agir rapidement et envoie des ordres pour organiser la contre-offensive depuis la capitainerie générale d'Aragon à Saragosse. Le capitaine général, le général Fernández Heredia, ordonne la sortie de deux colonnes, l'une depuis Saragosse et l’autre depuis Huesca, afin d'empêcher l'entrée des rebelles à Huesca, qui au soir du 12 rejoignent des troupes d'artillerie menées par le général Dolla dans les collines de Cillas, à 3 km de cette ville. On donne également l'ordre de couper le chemin de fer à l'entrée de Riglos pour empêcher l'avancée des rebelles, ce qui oblige la colonne menée par Sediles à continuer à pied jusqu'à Ayerbe, où les troupes de Galán l'attendent avec une certaine nervosité.
Lorsqu'ils parviennent aux rives du Gállego, près de la localité d'Anzánigo, ils rencontrent quelques membres de la Garde civile, envoyés par le gouverneur militaire de Huesca, le général Lasheras, qui est blessé après avoir tenté de les dissuader de continuer par des méthodes violentes. Il meurt quelques jours plus tard des suites de ses blessures.
Aux environs de 23 h, la colonne de Galán parvient à Ayerbe, où ils s'installent en position de défense, proclament la République et prennent un repas frugal, dans l'attente de la colonne de Sediles. Galán se voit contraint de modifier ses plans étant donné que tous devront continuer par la route, ce qui ajoute de prévisibles difficultés étant donné le faible et piètre équipement en véhicules sur lesquels ils sont susceptibles de compter.
De bon matin, ils quittent leur emplacement pour se diriger vers Huesca, mais près du sanctuaire de Cillas, à environ 3 km de Huesca, ils rencontrent le gros des troupes du gouvernement. Après une tentative manquée des deux capitaines de se rallier les officiers dirigeant celles-ci, les troupes du gouvernement ouvrent le feu sur les troupes de Galán, qui n'avait pas prévu de combattre ; celles-ci se dispersent de façon désordonnée, prises de panique.

### Le conseil de guerre
Peu de temps après avoir franchi Ayerbe, Galán réagit et ordonne au conducteur d'arrêter le véhicule près d'un croisement. Il se rend ensuite à pied, accompagné de deux officiers volontaires, au village voisin de Biscarrués, où il se rend et demande de faire appel à la Garde civile afin d'être détenu. Ils sont amenés au gouverneur militaire de Huesca, où quelques heures plus tard, entre le 12 et le 13 décembre, ils sont jugés par un conseil de guerre dans un procès sommaire présidé par le général Lezcano, au cours duquel Galán assume toute la responsabilité des événements et demande que les officiers l'ayant secondé soient relaxés. Le conseil condamne Galán et García Hernández à mort (ils seront fusillés quelques minutes après la tenue du procès), et à la détention à perpétuité tous les autres ayant participé à l'opération.

## Conséquences
Le matin du même jour, les membres du Comité révolutionnaire, qui s'était déclaré commanditaire du soulèvement le 13 décembre (et qui serait devenu le nouveau gouvernement de la République en cas de succès de celui-ci), sont arrêtés et incarcérés à la Prison Modèle de Madrid.
La grève initialement prévue à Madrid n'est pas déclenchée.

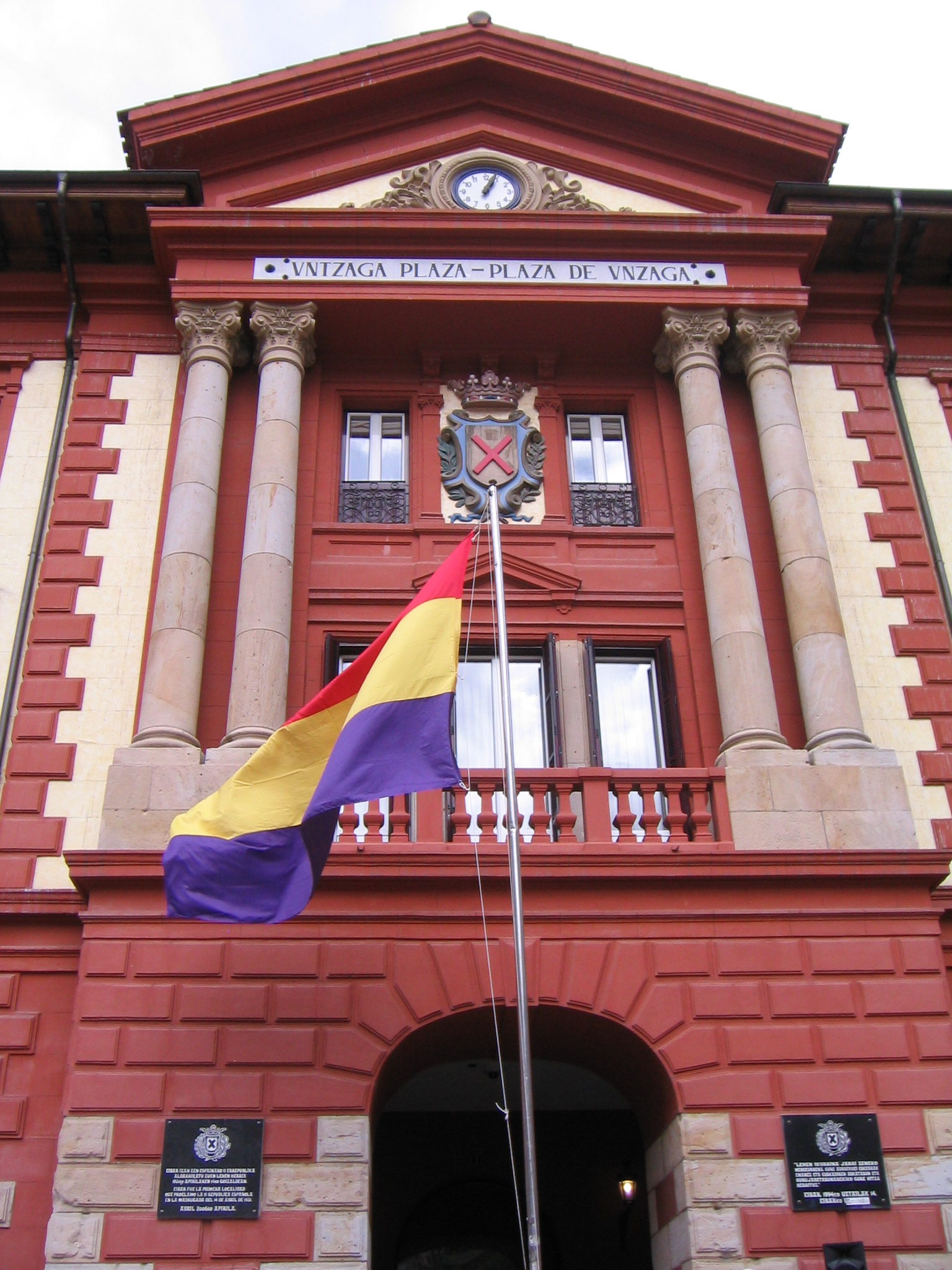
Drapeau républicain hissé pour le de la proclamation de la République à Éibar.

Selon l’historien Raymond Carr : « Pour les observateurs étrangers, le gouvernement avait dominé une rébellion isolée […] mais l'échec de la conjuration de décembre fut la meilleure des bénédictions pour la future république ; si elle avait abouti […], la République aurait été la conséquence d’un autre coup militaire supplémentaire. Son échec et le martyre de Galán et de son compagnon […], dont l’exécution fut utilisée comme exemple de la cruauté personnelle d’Alphonse XIII, rendit possible un virage de l’opinion publique vers une solution civile républicaine, qui se manifesta avec le vote contre la monarchie en avril 1931 ».
Deux mois plus tard, le général Berenguer ne se sent pas en mesure de poursuivre jusqu'à la mise en place des prochaines élections. Il démissionne et un nouveau gouvernement est mis en place par l'amiral Aznar.
Durant toute la Seconde République espagnole, Galán et García Hernández deviennent l'image des martyrs de la République. Les événements furent reconstitués dans le film Fermín Galán par Fernando Roldán, l'un des premiers films sonorisés en Espagne, ainsi que dans la pièce de théâtre homonyme de Rafael Alberti (1931).